# Pamproux
Pamproux település Franciaországban, Deux-Sèvres megyében. Lakosainak száma 1685 fő (2022. január 1.). Pamproux Avon, Bougon, Saint-Germier, Salles, Soudan és Rouillé községekkel határos.

## Népesség
A település népességének változása:
| Lakosok száma | 1690 | 1707 | 1749 | 1747 | 1726 | 1704 | 1683 | 1677 | 1685 |
|               | 2013 | 2015 | 2016 | 2017 | 2018 | 2019 | 2020 | 2021 | 2022 |